# Circuit Het Nieuwsblad espoirs
Pour la course principale, voir Circuit Het Nieuwsblad. Pour le journal, se référer à Het Nieuwsblad.
Le Circuit Het Nieuwsblad espoirs (Omloop Het Nieuwsblad Beloften en néerlandais) est une course cycliste disputée entre Gand et les Ardennes flamandes en Belgique. Il s'agit de la version espoirs (moins de 23 ans) et amateurs de la semi-classique Flandrienne le Circuit Het Nieuwsblad. Jusqu'à l'édition 2008 incluse, la course se nommait Circuit Het Volk espoirs (Omloop Het Volk Beloften en néerlandais).
Depuis 2019, elle ne fait plus partie du calendrier de l'UCI.

## Palmarès

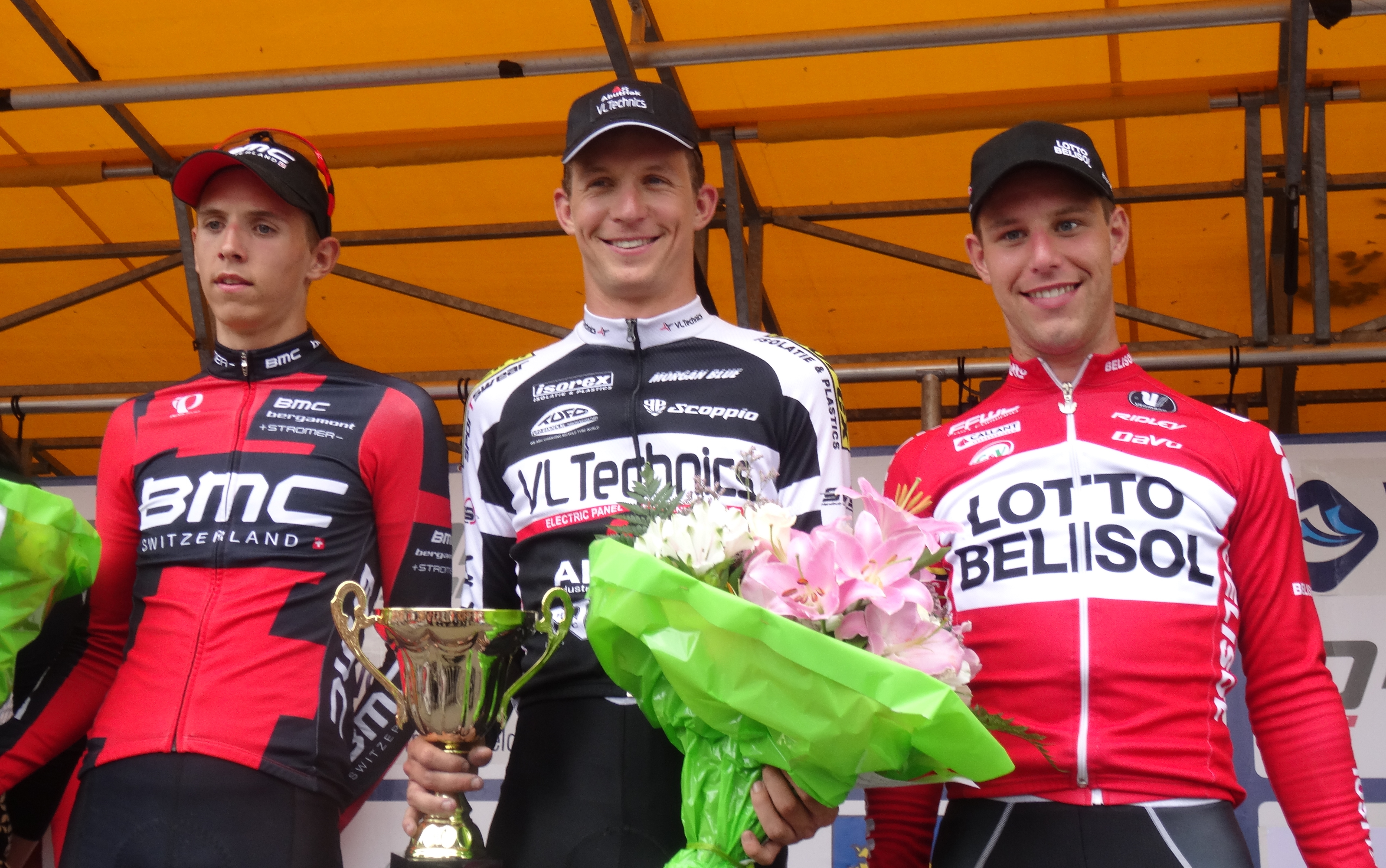
Podium de l'édition 2014 : Dylan Teuns (2e), Dimitri Claeys (1er), et Jef Van Meirhaeghe (3e).

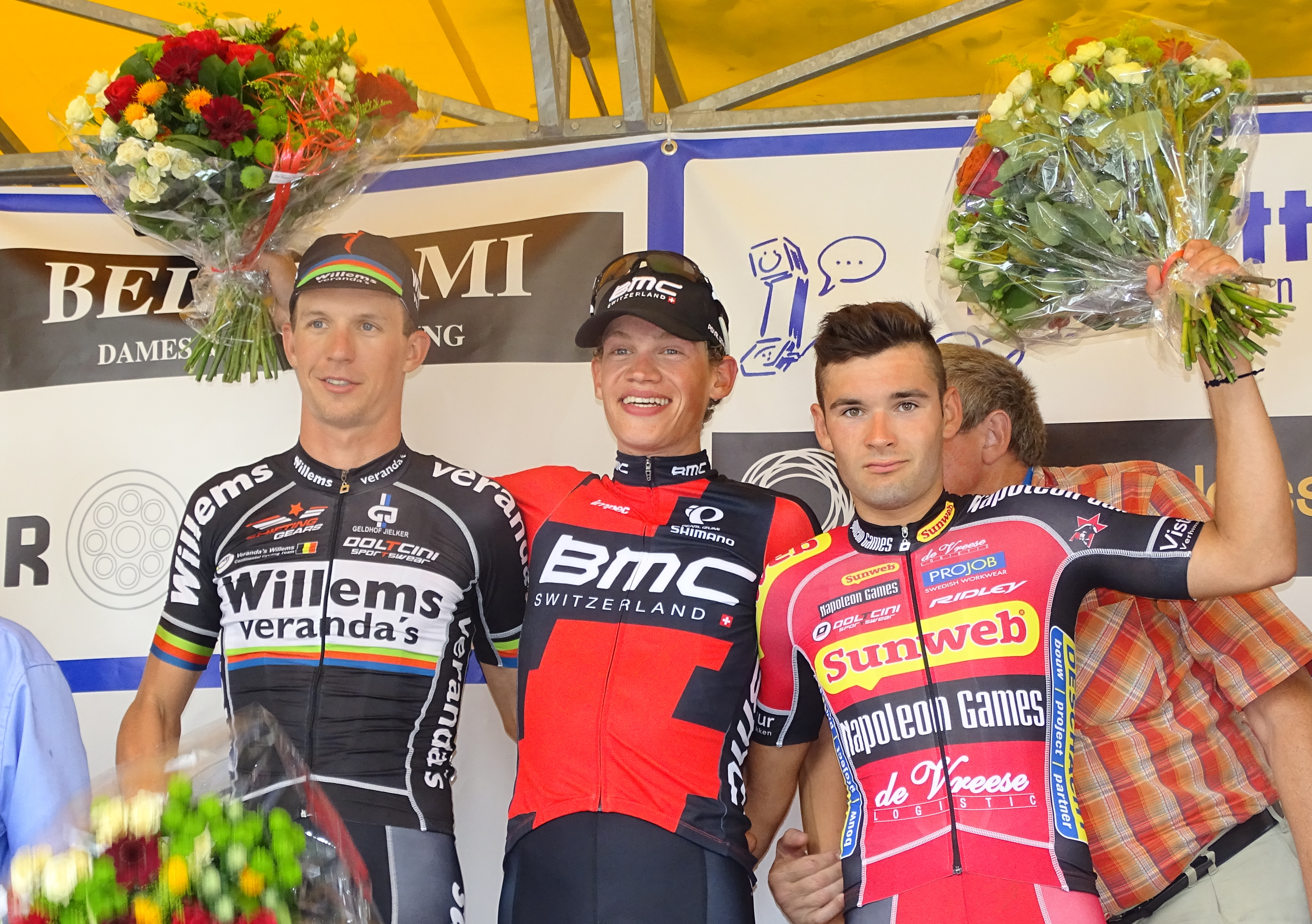
Podium de l'édition 2015 : Dimitri Claeys (2e), Floris Gerts (1er) et Gianni Vermeersch (3e).

| Année                          | Vainqueur               | Deuxième                 | Troisième               |
| ------------------------------ | ----------------------- | ------------------------ | ----------------------- |
| Circuit Het Volk espoirs       |                         |                          |                         |
| 1950                           | Georges Vermeersch      | Edgard Sorgeloos         | André Demeulenaere      |
| 1951                           | Gilbert Vercammen       | Paul Taildeman           | Albert Vandevoorde      |
| 1952                           | Gilbert Van de Wiele    | Jos De Bakker            | Camilius Demunster      |
| 1953                           | Rik Van Looy            | Camilius Demunster       | René Van Meenen         |
| 1954                           | Piet de Jongh (nl)      | Roger Callewaert         | Maurice Minne           |
| 1955                           | Gabriel Borra           | Julien Schepens          | Werner Van Haecke       |
| 1956                           | Gustaaf De Smet         | Antoon Diependaele       | Jos Sterckx             |
| 1957                           | August Auwers           | Theo Verhoeven           | Marcel Sleeuwaert       |
| 1958                           | Lucien Stevens          | Edmond Coppens           | Leopold Coppens         |
| 1959                           | Willy De Clercq         | Lode Troonbeeckx         | Raoul Lampaert          |
| 1960                           | Pas de course           | Pas de course            | Pas de course           |
| 1961                           | Emiel Verbiest          | Roland Aper              | Benoni Beheyt           |
| 1962                           | Léon Lenaerts           | Werner Verbeke           | Claude Vermaut          |
| 1963                           | Jozef Timmerman         | Wilfried Bonte           | Guido Reybrouck         |
| 1964                           | Hubert Criel            | Willy Planckaert         | Jos Meesters            |
| 1965                           | Robert Legein           | Vital Dheedene           | Jules Van Der Flaas     |
| 1966                           | Marcel Maes             | Eddy Beugels             | Fernand De Keyser       |
| 1967                           | Pol Mahieu              | Freddy Decloedt          | Robert Van Oostende     |
| 1968                           | Joseph Schoeters        | Roger Volkaert           | Willy Moonen            |
| 1969                           | Emile Cambré            | Jozef Abelshausen        | Frans Kerremans         |
| 1970                           | Frans Verhaegen         | Willy Van Mechelen       | Marcel Sannen           |
| 1971                           | Pas de course           | Pas de course            | Pas de course           |
| 1972                           | Freddy Maertens         | Daniel Moenaert          | Cees Swinkels           |
| 1973                           | Gerrie Knetemann        | Ludo Noels               | Ad Dekkers              |
| 1974                           | Hans Koot               | Benny Schepmans          | Jean-Luc Vandenbroucke  |
| 1975                           | Jean-Luc Vandenbroucke  | Peer Maas                | Hugo Van Gastel         |
| 1976                           | Jacques Vooys           | Roger Young (en)         | Leo van Vliet           |
| 1977                           | Gerard Mak              | Leo Van Thielen          | Frits Pirard            |
| 1978                           | François Caethoven (de) | Henk Mutsaars            | Anton van der Steen     |
| 1979                           | Peter Zijerveld (nl)    | Marc Crassaerts          | Ruud van der Rakt       |
| 1980                           | Johnny Broers           | Detlef Kurzweg           | Adrie van der Poel      |
| 1981                           | Willem Van Eynde        | Luc De Decker            | Eric Lamers             |
| 1982                           | Alain Lippens           | Roger Van Den Bossche    | Philippe Christiaens    |
| 1983                           | Franky Van Oyen (nl)    | Rudy Patry               | Gino Knockaert          |
| 1984                           | Carlo Bomans            | Frank Verleyen           | Ronny Van Sweevelt (en) |
| 1985                           | Marc Sprangers          | Ronny Van Sweevelt (en)  | Frank Neyrinck          |
| 1986                           | Peter Roes              | Andre Vermeiren          | Edwig Van Hooydonck     |
| 1987                           | Benny Heylen            | Peter De Clercq          | Patrick Robeet          |
| 1988                           | Johnny Dauwe            | Peter Punt               | Jan Vervecken           |
| 1989                           | Pascal De Roeck         | Luc Heuvelmans           | Patrick van Passel      |
| 1990                           | Patrick Van Roosbroeck  | Peter Farazijn           | Stéphane Hennebert      |
| 1991                           | Stéphane Hennebert      | Gino Primo               | Patrick Vandermaesen    |
| 1992                           | Rufin De Smet           | Sébastien Van Den Abeele | Gino Primo              |
| 1993                           | Mario Liboton           | Carl Roes                | Patrick Laenen          |
| 1994                           | Patrick Ruyloft         | Gerdy Goossens           | Kris Gerits             |
| 1995                           | Danny In 't Ven         | Andy De Smet             | Guillaume Belzile       |
| 1996                           | Steven Van Malderghem   | Tim Lenaers              | Jarno Vanfrachem        |
| 1997                           | Leif Hoste              | Gunther Stockx           | Jurgen Vermeersch (nl)  |
| 1998                           | Wesley Huvaere          | Frédéric Finot           | Franck Pencolé          |
| 1999                           | Kevin Hulsmans          | Tom Serlet               | James Vanlandschoot     |
| 2000                           | Gorik Gardeyn           | Davy Commeyne            | Wesley Van Speybroeck   |
| 2001                           | Gert Steegmans          | Tom Boonen               | Jan Kuyckx              |
| 2002                           | Johan Vansummeren       | Kevin Van der Slagmolen  | Glen Zelderloo          |
| 2003                           | Preben Van Hecke        | Glen Zelderloo           | Hilton Clarke           |
| 2004                           | Stijn Vandenbergh       | Sven Renders             | Jean-Paul Simon         |
| 2005                           | Nick Ingels             | Pieter Jacobs            | Bart Vanheule           |
| 2006                           | Dominique Cornu         | Geert Steurs             | Steven De Decker        |
| 2007                           | Gert Dockx              | Stijn Hoornaert          | Steven De Decker        |
| 2008                           | Joeri Clauwaert (de)    | Tim Vermeersch           | Sep Vanmarcke           |
| Circuit Het Nieuwsblad espoirs |                         |                          |                         |
| 2009                           | Laurens De Vreese       | Sep Vanmarcke            | Jan Ghyselinck          |
| 2010                           | Jarl Salomein           | Laurens De Vreese        | Klaas Sys               |
| 2011                           | Tom Van Asbroeck        | Huub Duyn                | Olivier Pardini         |
| 2012                           | Sander Helven           | Gregory Franckaert       | Dimitri Claeys          |
| 2013                           | Dimitri Claeys          | Stig Broeckx             | Clément Lhotellerie     |
| 2014                           | Dimitri Claeys          | Dylan Teuns              | Jef Van Meirhaeghe      |
| 2015                           | Floris Gerts            | Dimitri Claeys           | Gianni Vermeersch       |
| 2016                           | Elias Van Breussegem    | Gianni Vermeersch        | Dennis Coenen           |
| 2017                           | Tanguy Turgis           | Aaron Verwilst           | Robbe Ghys              |
| 2018                           | Erik Nordsæter Resell   | Brent Van Moer           | Jordi Van Dingenen      |
| 2019                           | Ward Vanhoof            | Arne Marit               | Dennis van der Horst    |
| 2020                           | Pas de course           | Pas de course            | Pas de course           |
| 2021                           | Arnaud De Lie           | Milan Fretin             | Nathan Vandepitte       |
| 2022                           | Luca Van Boven          | Siebe Deweirdt           | Warre Vangheluwe        |
| 2023                           | Gianluca Pollefliet     | Dylan Vandenstorme       | Warre Vangheluwe        |
| 2024                           | Robin Orins             | Matys Grisel             | Liam Van Bylen          |
| 2025                           | Liam Van Bylen          | Tobias Müller            | Marvin Peters           |